# 選別機
選別機（せんべつき）とは、農産物や工業製品を対象として、その品質・規格を揃えるための工程で使用される機械である。グレーダー（英名 grader）ともいう。

## 方式からの区分
- 比重式選別機
- 風力式選別機
- 粒径別選別機

## 用途からの区分
- 農業用選別機

米（籾、玄米）、麦、そば、大豆、小豆、緑豆、コーヒー、ピーナッツ、アーモンド他豆類、胡麻、各種種子（キャベツ、白菜、ブロッコリー、メロン、スイカ、カボチャ他）香辛料（コショウなど）の選別。
なお、米選機（ライスグレーダー）、大豆選別機、果実選別機など、特定の農作物に特化した専用の選別機がある。
- 工業用選別機

電線銅、同軸ケーブル、木材チップ、ベークライト他各種鉱石の選別、スクラッププラスチックの不純物の除去、 廃車シュレッダーの非鉄金属の選別、その他固形産業廃棄物からの有価物回収。